# Stolice (území)
Stolice (slovensky stolica) je obecné označení pro správní jednotku v Uhrách od pozdního středověku / raného novověku až do zániku Uherska v roce 1918 a poté i krátce v Československu do konce roku 1922. Ve slovenské odborné historiografii se pojem zužuje pouze jako označení pro druhou fázi správních jednotek v Uhersku, která trvala zhruba od přelomu 13. a 14. století do roku 1849.

## Charakteristika
Šlo o jednotky šlechtické samosprávy, na rozdíl od komitátů, které byly královskými jednotkami, a na rozdíl od žup, které byly státními jednotkami. V čele stolice stál župan (od 15. století hlavní župan) a podžupan. 

## Vývoj
Ve 13. století postupně moc králů upadla a (královské) komitáty se postupně změnily na (šlechtické) stolice, v nichž králem jmenován hodnostáři už měli jen symbolickou moc, skutečnou moc držela šlechta prostřednictvím svých zástupců. Stolice si časem vydobyly značnou nezávislost respektovanou i samotnými uherskými králi a později Habsburky. Na přelomu 14. a 15. století už bylo v Uhersku asi 70 stolic. Přechod od komitátů ke stolicím probíhal v každé župě jinak rychle, první stolice vznikly ve 13. století. 
Kromě stolic existovaly v Uhersku i určitá města či provincie, které měly speciální postavení, viz např. historické župy.
V Uhrách se postupně během 15. století počet stolic ustálil a s malými změnami přetrval až do roku 1918. Při zániku Uherska v roce 1918 zde existovalo 64 žup.